# Hejdar Szondżani
Hejdar Szondżani (pers. حیدر شونجانی; ur. 16 grudnia 1945 w Bandar-e Anzali, zm. 8 listopada 2020) – irański piłkarz wodny i pływak, olimpijczyk.
W wieku 18 lat wziął udział w Letnich Igrzyskach Olimpijskich 1964 w Rzymie w pływaniu. Odpadł w eliminacjach wyścigu na 100 m stylem dowolnym (czas 1:02,1). Jego wynik był najgorszym spośród wszystkich pływaków.
W 1976 roku wystąpił wraz z drużyną piłki wodnej na igrzyskach olimpijskich w Montrealu. Podczas tego turnieju wystąpił we wszystkich ośmiu meczach (nie zdobył żadnego gola).
Wraz z drużyną przegrał wszystkie trzy spotkania grupowe, tym samym zajmując ostatnie miejsce w grupie (czwarte). W fazie pucharowej Irańczycy grali w spotkaniach o miejsca 7–12. Tam również przegrali wyraźnie wszystkie spotkania (najwyżej 0–16 ze Związkiem Radzieckim). Zajęli więc ostatecznie ostatnie 12. miejsce.
Z ekipą zdobył złoty medal Igrzysk Azjatyckich 1974 w Teheranie, pokonując m.in. Kuwejt 32–1.